# Pumpenleder

Funktionsprinzip handbetriebene Kolbenpumpe

Das Pumpenleder ist eine Ledermanschette und eine frühe Form der Dichtung. Es dient in Luftpumpen aller Art der Abdichtung des Hubraumes. Das Pumpenleder wird am unteren Ende der Pumpenstange befestigt. Heute wird statt des Materials Leder häufig Kunststoff bzw. Gummi verwendet. Das Pumpenleder kann aushärten und seine Dichtwirkung ganz oder teilweise verlieren.
Auch die Schwengelpumpe benötigte ein Pumpenleder an ihrem Kolben.